# Potemkinsche Treppe
Die Potemkinsche Treppe (ukrainisch Потьомкінські східці / Потьомкінські сходи Potjomkinśki S’chidzi / Potjomkinśki S’chody, russisch Потёмкинская лестница Potjomkinskaja Lestniza) ist eine Mitte des 19. Jahrhunderts errichtete Freitreppe mit 192 Stufen in der ukrainischen Hafenstadt Odessa am Schwarzen Meer. Sie verbindet die auf einem Plateau liegende Innenstadt mit dem Hafen. Sie zeichnet sich in ihrer nach oben verjüngenden Bauweise durch die beabsichtigte perspektivische Verzerrung aus und wurde zum Wahrzeichen der Stadt. Durch Sergei Eisensteins Film Panzerkreuzer Potemkin 1925 wurde sie „die wahrscheinlich berühmteste Treppe der Welt“ und eine der Ikonen des 20. Jahrhunderts.

## Anlage

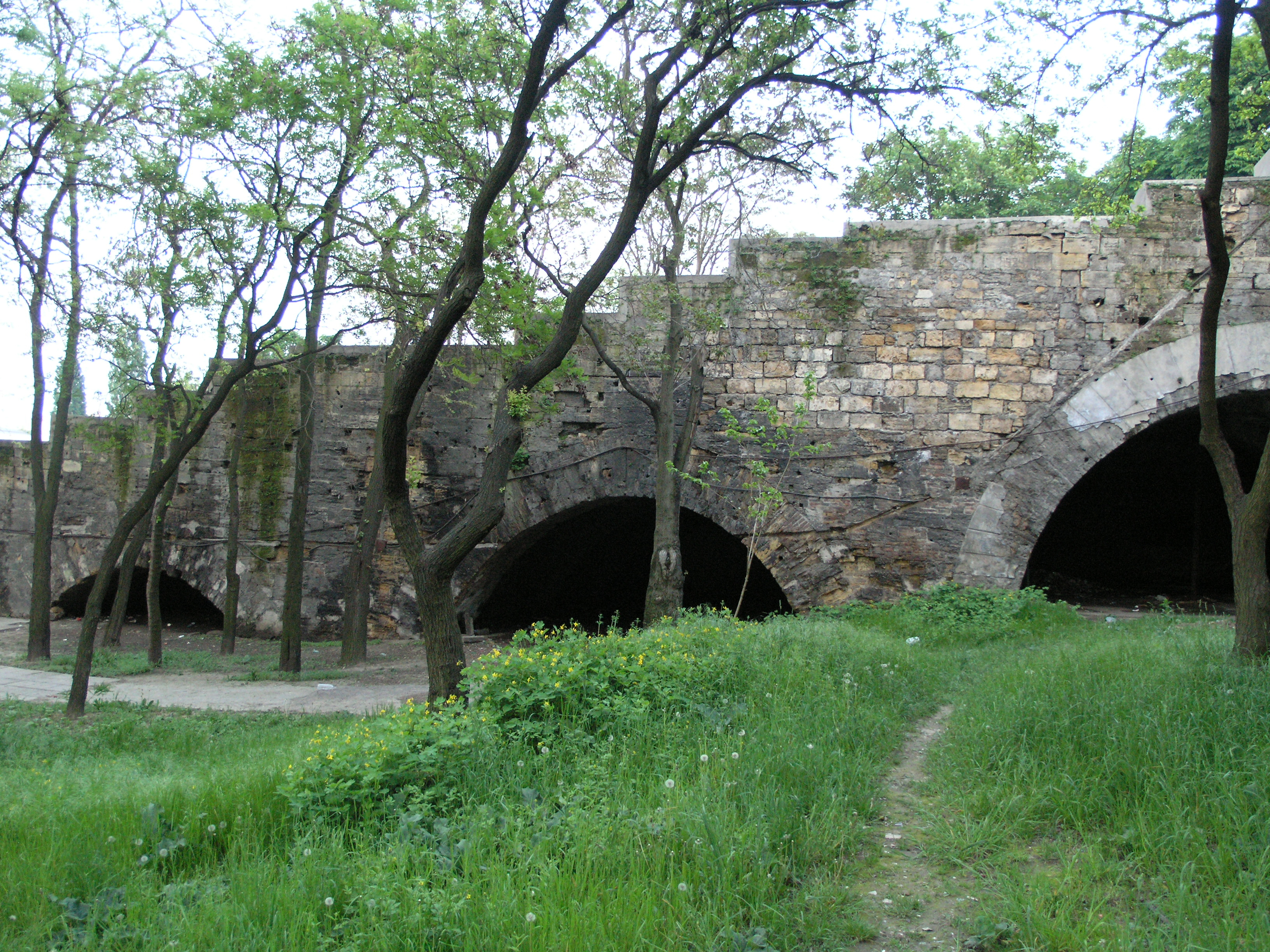
Konstruktion mit seitlichen Stützmauern

Die Planung für die Treppe als repräsentativer Hauptzugang zur Stadt wurde 1826 vom Gouverneur Michail Woronzow angestoßen. Die Treppe wurde 1837 bis 1841 nach den Plänen des sardischen oder Tessiner Architekten Francesco Boffo in Zusammenarbeit mit verschiedenen anderen Architekten und Ingenieuren aus Triester Sandstein errichtet. Der Bau kostete die gewaltige Summe von 800.000 Rubel und trieb den ausführenden Unternehmer Zabatskij fast in den Ruin, da die Stadt das ihm geschuldete Honorar vollständig erst 1848 auszahlte.
Die 142 Meter lange Treppe überwindet die etwa 30 Meter Höhendifferenz zwischen dem Hafen und der auf einem Plateau gelegenen Stadt und besteht aus ursprünglich 200 Stufen, die von je einem großen Treppenabsatz zwischen jeweils 20 Stufen unterbrochen werden. Große Gewölbe tragen die Gewichtslast in Form von 36 über Rundbögen verbundenen Säulen, zwischen denen Durchgänge als „Raum zur Verbindung des freien Verkehres“ auf der Uferebene erhalten wurden. Als der Hafen im Lauf des 19. Jahrhunderts ausgebaut wurde, errichtete man eine sechs Meter hohe Kaianlage vor der Treppe, um Schiffsladungen an- und abzutransportieren. Dabei wurden die untersten acht Stufen der Treppe zugeschüttet, sodass heute noch 192 Stufen und zehn Absätze vorhanden sind. In den 1930er Jahren wurde die Treppe von Grund auf restauriert und dabei der korrodierte Sandstein durch Marmor vom Südlichen Bug ersetzt.
Die Konstruktion ist auf perspektivische Wirkung angelegt: Von oben sind nur die Treppenabsätze (und keine Stufen), von unten nur die Treppenstufen (und keine Absätze) zu sehen. Indem die Treppe unten mit 21,7 Metern Breite viel breiter ist als oben mit 13,4 Metern, sieht sie – von oben betrachtet – auf der gesamten Länge gleich breit aus. Die Stadt wird so optisch an ihren Hafen und das Schwarze Meer herangezogen. Von unten wirkt die Treppe durch diesen perspektivischen Trick so, als sei sie wesentlich länger und als sei die städtische Kulisse am oberen Ende der Treppe gewaltiger. Diese kalkulierte Wahrnehmungsverzerrung unterstreicht neben dem Effekt, dass die Fluchtlinien der Treppeneinfassungen von unten betrachtet in einem Fluchtpunkt im Himmel enden und die sie am oberen Treppenrand rahmenden Gebäude die Flucht ihrer seitlichen Weite aufnehmen, den Eindruck, direkt in den Himmel zu führen: „wie ein endlos aufsteigendes Meer von Stufen, die geringe Höhendistanz wird ins Unüberwindbare gesteigert, Odessa scheint im Himmel zu thronen.“

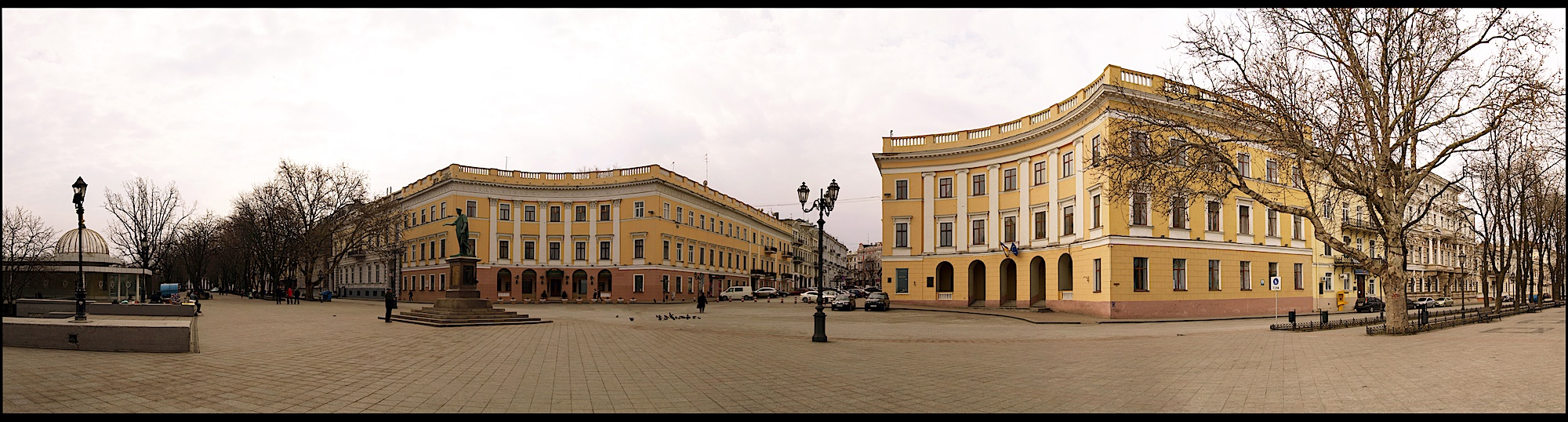
Ensemble: Links das obere Ende der Treppeneinfassung, rechts der im Halbkreis eingefasste Platz mit Statue

Die Treppe bildet ein Ensemble zusammen mit den beiden 1827 bis 1830 errichteten Gebäuden des Petersburger Architekten Awraam Melnikow, die als Mittelpunkt des Meeres-Boulevards („Primorski“-Boulevard, russisch für „am Meer gelegen“) an der Außenkante des Stadtplateaus einen Platz halbkreisförmig umschließen. Mitten auf diesem Platz befindet sich ein Standbild des Armand Emmanuel du Plessis, duc de Richelieu, der ab 1803 für elf Jahre der erste Gouverneur von Odessa gewesen war und den kulturellen und wirtschaftlichen Aufstieg der Stadt betrieben hatte. Seine von Iwan Martos geschaffene und 1828 hier aufgestellte Statue wendet sich dem Hafen zu und steht in der Mittelachse der Treppe, die sich an der Außenkante des Platzes anschließt. Die Anthropologin Caroline Humphrey hat die Geste der ausgestreckten rechten Hand der Statue an der Treppenspitze, die in eine römische Toga gekleidet ist, als Willkommensgruß an die Besucher gedeutet, die über die Treppe in die Stadt gelangten. So vollendet die Treppe als „maritime Fassade“ das seit den 1820er Jahren geplante und harmonisch aufeinander abgestimmte Verwaltungs- und Kulturzentrum der damals jungen Stadt, das in Form eines „komplexen Systems von miteinander verbundenen und rhythmisch ineinander übergehenden Räumen“ maßgeblich von Francesco Boffo gestaltet wurde und dessen „zentrale Achse“, den Meeres-Boulevard, die Hafentreppe betont.
Die Treppe dient auch dem Schutz des Steilhangs zwischen Stadtplateau und Hafenebene vor Erdrutschen. Als dem Hang bei Anlage des Stadtzentrums und der Uferböschung zwischen 1825 und 1835 Baumaterial entnommen wurde, geriet die Kante ins Rutschen. Deshalb wurde die Treppe auf 400 Baumpfähle gegründet und stabilisierte so das lose gewordene Material. Stützmauern zu beiden Seiten der Treppe sichern diesen verfestigten Untergrund; weitere Mauern stabilisieren den oberen Bereich des Hangs zwischen der Treppe und dem Woronzow-Palast, um die Stadtebene mit dem an der Kante entlangführenden Meeres-Boulevard abzusichern. Auch ein Drainagesystem schützt seitdem den Hang vor Stürmen.
Neben der Treppe überwindet die Standseilbahn Odessa die Höhendifferenz mechanisch. Das Verkehrsmittel wurde vom Ingenieur N. I. Pyatnitsky entworfen, 1902 eröffnet und mit zwei aus Paris stammenden Passagierkabinen für je 35 Personen ausgestattet. Nach über 60 Jahren wurde der Betrieb in der Sowjetzeit eingestellt und die Anlage durch eine überdachte Rolltreppe im modernen Baustil ersetzt. Erst in den 2000er Jahren wurde die Standseilbahn angelehnt an die ursprüngliche Form wieder errichtet und in Betrieb genommen.

## Symbolische Bedeutung

### Wahrzeichen der Stadt

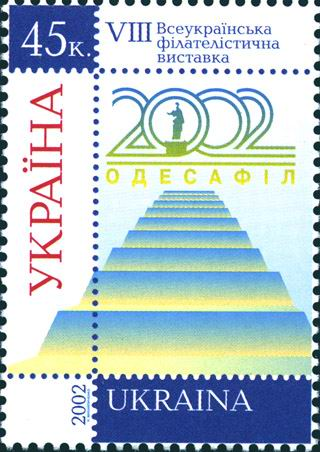
Stilisierte Treppe als Kennzeichen der Stadt: Briefmarke (2002)

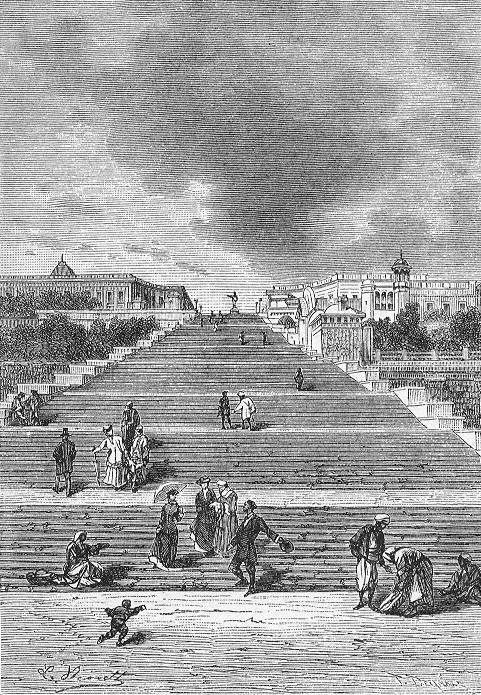
Léon Benetts Illustration des Romans Keraban der Starrkopf von Jules Verne (1882)

Die Treppe wurde schnell zum wichtigsten visuellen Symbol der jungen Stadt. Laut dem Historiker Guido Hausmann waren die Eindrücke, die sich im 19. Jahrhundert von Odessa ausprägten, „ganz unterschiedlich“, je nachdem, ob man wie die meisten kleinen Leute auf dem beschwerlichen Landweg in die Stadt kam oder wie die Wohlhabenden (deren Erinnerungen dominieren) mit dem Schiff, die nach Verlassen der Quarantäneanlage die Treppe hochstiegen und so direkt ins Stadtzentrum gelangten. Laut Caroline Humphrey stand die Treppe auch für die soziale Trennung und Stratifikation: Sie sonderte die aristokratisch-weitläufige Stadt oben von den verruchten, dreckigen Hafengebäuden und ihren von der Obrigkeit verachteten Nutzern; Devianz und Kriminalität seien in der Stadt dem Untergrund und den Hafenanlagen zugeordnet worden. Der Treppe hat sich der Status als prachtvolles Entrée bis heute erhalten, als „der Bühnenaufgang für eine Stadt, der es beschieden war, Kulisse für ein grandioses Welttheater zu werden“ (Karl Schlögel). Odessa wurde „die Stadt mit der Treppe“.
Das spiegelt sich in Reiseberichten des 19. Jahrhunderts. Während der Bauphase überwog die Kritik am teuren, als nutzlos und überdimensioniert betrachteten Entwurf – und die Sorge darum, dass der Bau nicht stabil sei. So schrieb der englische Offizier William Jeese 1841 von einem „Treppenmonster“ (escalier monstre): „Es ist ein schlecht durchdachter Entwurf, wenn er denn zur Zierde gereichen soll; sein Nutzen ist mehr als zweifelhaft und seine Ausführung so mangelhaft, dass man schon auf den Verfall wartet.“ Ähnlich negativ äußerte sich 1842 der Franzose Xavier Hommaire de Hell über die „gigantische Treppe“ (escalier gigantesque), die „ein gleichermaßen teures wie unnützes Spielzeug“ sei, „das niemals einen Zweck erfüllen wird außer nur für die Flaneure des Boulevards.“
Nach der Fertigstellung wurden die Schilderungen euphorisch. Für den deutschen Reisenden Karl Heinrich Koch war die Treppe „von einer Schönheit, wie sie keine zweite Stadt der Welt aufzuweisen hat, … hier, wo … Tausende von Menschen beschäftigt sind, die Verbindung zwischen dem Westen und Osten Europa’s herzustellen.“ 1869 zeigte sich auch Mark Twain beeindruckt: „eine riesige Flucht steinerner Stufen führte hinunter zum Hafen … Es ist eine prächtige Treppe, und von Weitem wirken die Menschen, die sich hinaufplagen, wie Insekten.“ Die amerikanische Lehrerin Mabel Sarah Emery urteilte 1901, wenn man die Treppe sehe, „fragt man sich nicht unwillkürlich, warum eine solche Idee nicht häufiger ausgeführt wird? Gerade die Einfachheit des Entwurfs gibt ihr einen monumentalen Charakter; die Wirkung ist sicherlich würdig und majestätisch.“

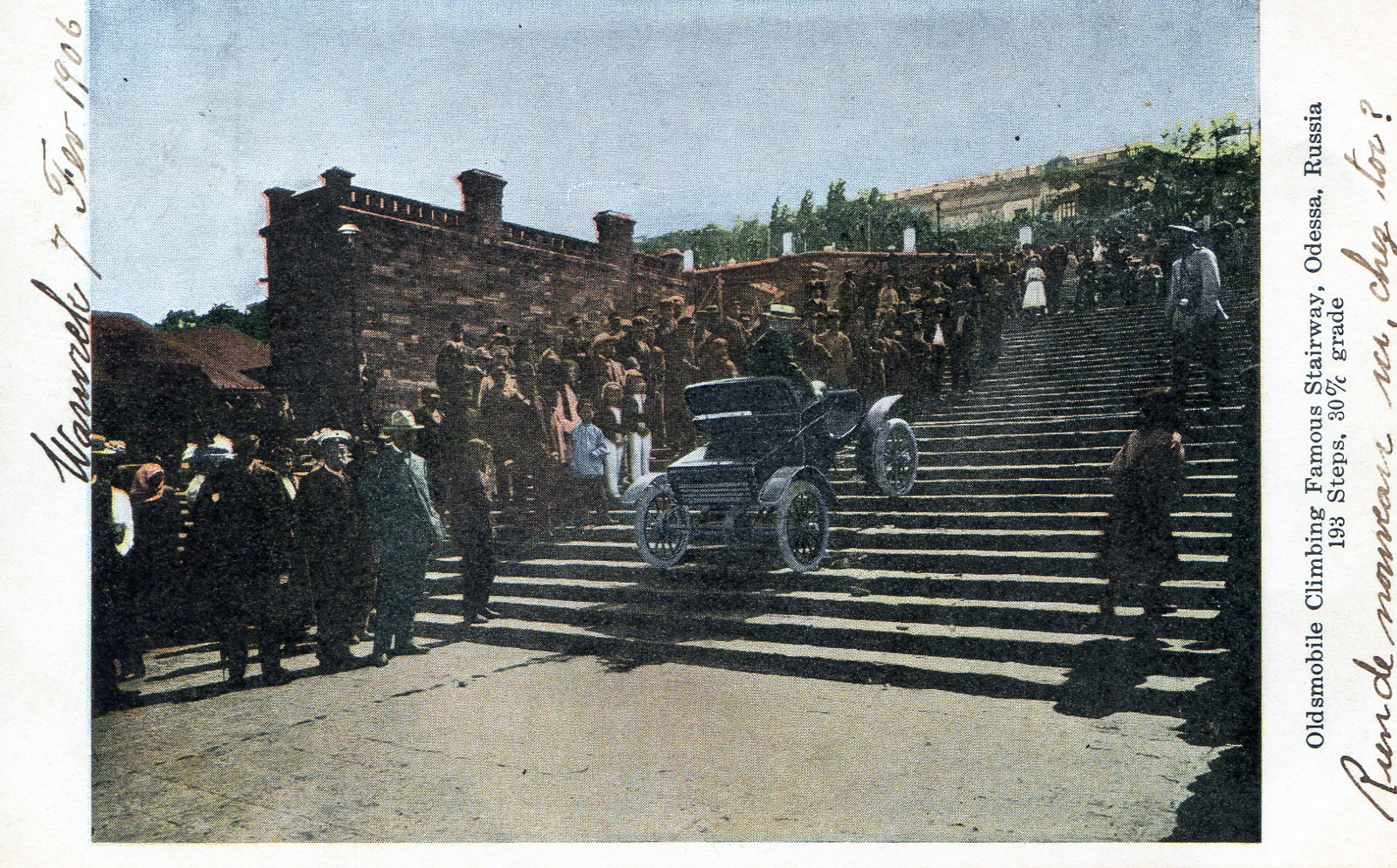
Ein Automobil-Pionier beim Erklimmen der Treppe (1906)

Neben diesen Funktionen als Kulminationspunkt von Besuchererwartungen und Bewohnerstolz wurde die Treppe um die Jahrhundertwende auch zu einem Anziehungspunkt der Populärkultur und Freizeitunterhaltung. So fuhr der Radrenn- und Flugpionier Sergei Utotschkin (1876–1916) in einer Schauveranstaltung mit dem Rad die Stufen der Treppe hinunter. Der sowjetische Film In der Todesschleife (1962), der die Geschichte Utotschkins im Kontext weiterer russischer Flugpioniere erzählt, stellt ein ähnliches Ereignis szenisch nach, bei dem Utotschkin die Treppe ungestüm mit einem Motorrad hinunterfuhr. 1906 erklomm eines der ersten Automobile des Typus Oldsmobile Curved Dash die Stufen – und damit eine Steigung von etwa 30 Grad – selbsttätig vor Publikum.

### Panzerkreuzer Potemkin

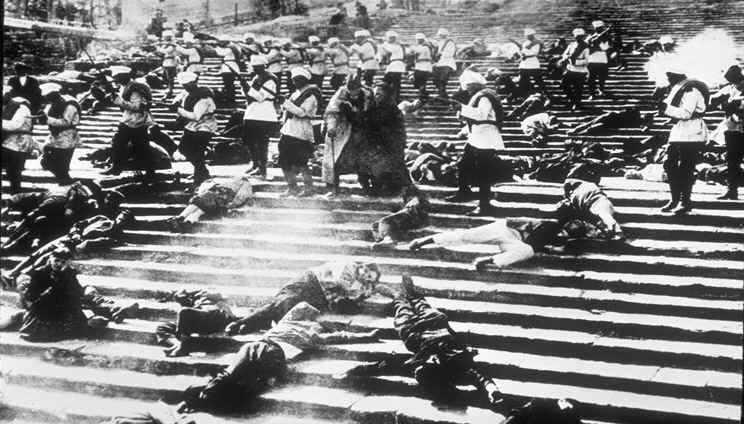
Filmszene mit Kosaken auf dem Marsch die Treppe herunter

International ist die Treppe seit 1925 aus Sergei Eisensteins Film Panzerkreuzer Potemkin bekannt, in dem diese Treppe als Schauplatz für die blutige Niederschlagung eines Aufstands dient und ein Kinderwagen in der Schlüsselszene die Treppe hinunterrollt. Eisenstein hat mit seinem Film der Meuterei auf dem Linienschiff „Fürst Potemkin von Taurien“ (russisch Knjas Potjomkin Tawritscheski) während der Russischen Revolution 1905 ein Denkmal gesetzt. Dieses Schlachtschiff war benannt nach dem russischen Fürsten Grigori Potjomkin (1739–1791), der maßgeblich die Besiedlung der Schwarzmeerregion vorangetrieben hatte.
Die Szene war im ursprünglichen Drehplan noch nicht vorgesehen und wurde erst am Drehort „aus dem Augenblick, aus der zufälligen Begegnung“ entwickelt, wie Eisenstein ausführte: „Es war in der Hauptsache nichts anderes als der ‚Lauf‘ der Stufen, der diesen Plan entstehen ließ und durch seinen ‚Aufschwung‘ die Phantasie der Regie zu einem neuen ‚Flug‘ begeisterte. Und der panische ‚Lauf‘ der Menschenmenge, die über die Stufen nach unten ‚fliegt‘, ist, recht betrachtet, nur die materielle Verwirklichung dieser Empfindungen während der ersten Begegnung mit der Treppe selbst.“ Dabei ist ungeklärt, welche Bedeutung die Treppe für den historischen Aufstand 1905 gehabt hatte. Damals hatte eine italienische Zeitung ein (möglicherweise retuschiertes) Foto von Bürgern veröffentlicht, die im Juli 1905 von den Stufen der Treppe aus den Meuterern zujubelten. Der Literaturwissenschaftler Daniel Gerould erwähnt Belege für eine „schreckliche Abschlachterei“; in der Nacht des 28. Juli 1905 seien aus dem brennenden Hafengebiet Bürger die Treppe unter Beschuss hinaufgeflohen. So sei die Treppenszene stärker an der historischen Vorlage angelehnt als von Eisenstein zugegeben, jedoch dramatisiert worden: Statt des nächtlichen Beschusses und der Aufwärtsbewegung der Flüchtenden habe Eisenstein das Massaker als Abwärtsbewegung einer unschuldig-fröhlichen Menschenmenge im hellen Tageslicht inszeniert. Diese Inszenierung wiederum greife den Petersburger Blutsonntag vom Januar 1905 auf und synthetisiere die Szene zu einer allgemeingültigen Aussage über die Revolution an sich. Zudem wurden die blutigen Repressionen in Baku 1905 in dieser Szene verarbeitet.

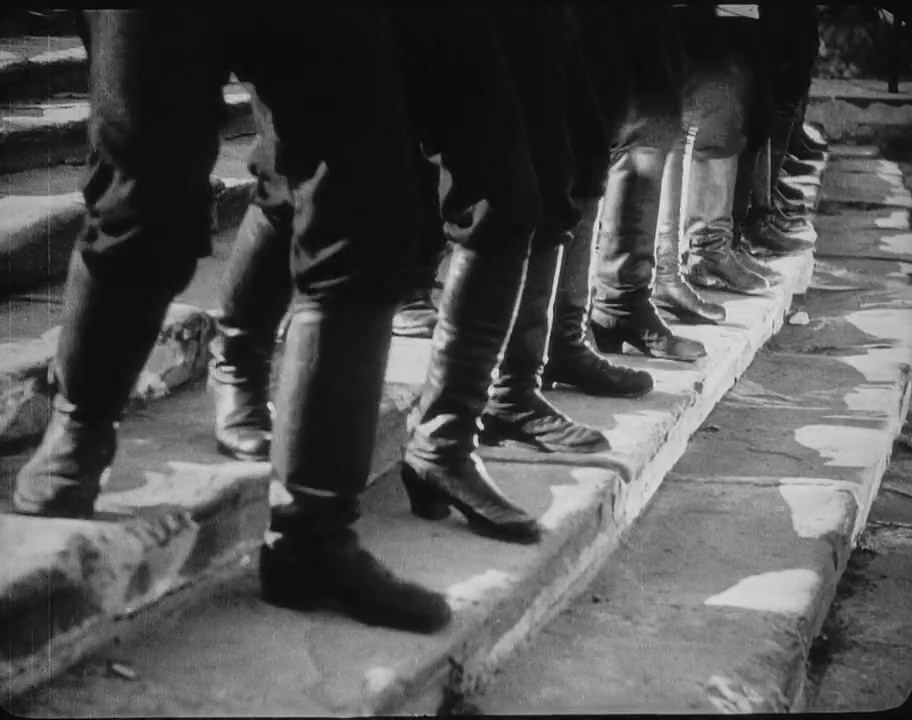
Die Stiefel der Kosaken

Lion Feuchtwanger verbalisierte die Treppenszene 1930 in seinem Roman Erfolg in einer Eisensteins visueller Methode ähnlichen schriftlichen Montagetechnik:
[A] Eine Treppe ist da. Eine riesige Treppe, sie hört nicht auf. Auf ihr, in unendlichem Zuge, trägt das Volk seine Sympathien zu den Meuterern.

[B] Aber es trägt nicht lange; denn auf dieser Treppe sind sie, die andern. Eine Schwarmlinie Kosaken, die Treppe hinunter, Gewehr unterm Arm, langsam, bedrohlich, unausweichlich, sperrend die ganze Breite der Treppe. …

[A] Und jetzt laufen sie nicht mehr auf der Treppe, jetzt stürzen sie, was ihre Beine und Lungen hergeben. …

[A] Und immer gleichmäßig schreitet der Stiefel der Kosaken.

[B] und immer mehr kollern, rollen hinunter.

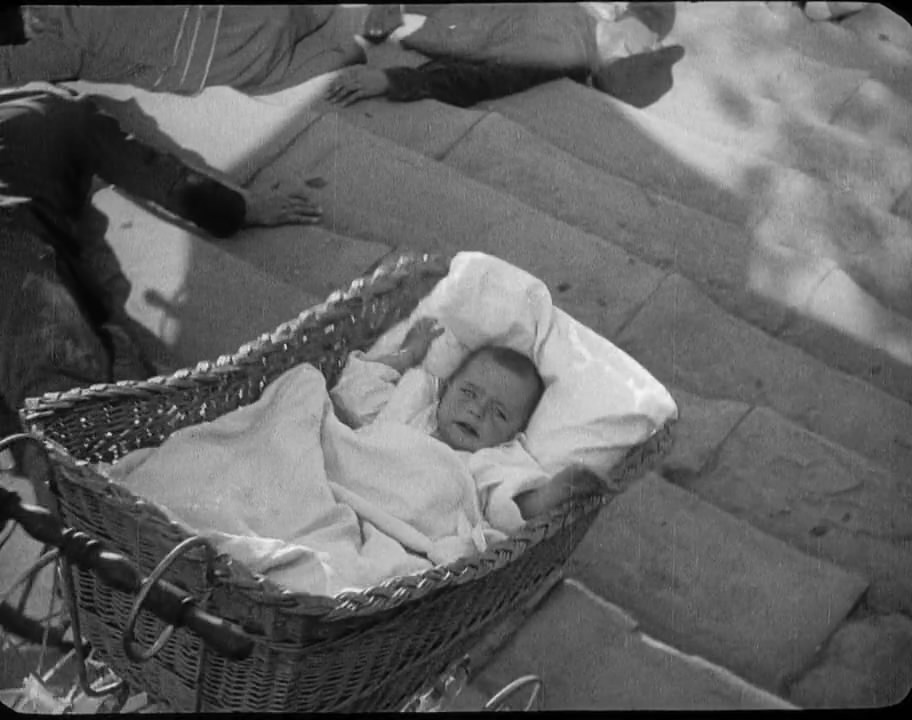
Der rollende Kinderwagen

Eisenstein beschrieb kurz nach der Uraufführung, dieses Setting solle vor allem Emotionen wecken: „Nehmen Sie die Szene, in der die Kosaken langsam und überlegt die Treppe von Odessa hinunterlaufen und in die Menschenmenge schießen. Indem wir bewusst Beine, Stufen, Blut, Menschen als Elemente kombinieren, erzeugen wir einen Eindruck. Welchen? Der Beobachter stellt sich nicht vor, er wäre 1905 am Anlegeplatz von Odessa anwesend. Aber indem die Schuhe der Soldaten vorwärtsdrücken, prallt er zurück. Er versucht aus der Schusslinie zu kommen. Als der Kinderwagen an der Mole umkippt, hält er sich an seinen Kinosessel fest. Er will nicht ins Wasser fallen.“ Einen solchen Eindruck schilderte Siegfried Kracauer in einer Filmbesprechung: „Die von Empörung, Schrecken und Hoffnung erfüllte Phantasie … erblickt die automatischen Bewegungen der Kosakenbeine und fliegt über die Gesichter der Menge, um an einem Kinderwagen haften zu bleiben. Ihr verschmilzt das Volk von Odessa und die große Hafentreppe zur unlöslichen Einheit“.
Eine Hommage an die Treppe und die Filmszene mit dem Kinderwagen findet sich in über hundert weiteren Filmen wie in Woody Allens Bananas, Brian De Palmas The Untouchables – Die Unbestechlichen oder Terry Gilliams Brazil, mittelbar auch in Filmkomödien wie Die nackte Kanone 33⅓. Das Motiv hat sich so weit verselbständigt, dass es völlig entkontextualisiert auch in einer Bierwerbung auftaucht. Aufgrund dieser filmgeschichtlichen Wirkung wurde die Treppe im Juli 2015 in die Liste der Schätze der europäischen Filmkultur der Europäischen Filmakademie aufgenommen.
So wurde die Treppe dauerhaft mit den Bildern des Filmes verknüpft. 1927 meinte Wiktor Schklowski, sie werde „neuerdings so häufig beschworen, dass es an der Zeit scheint, sie zu zerlegen und ins Museum zu transportieren.“ Die Literaturwissenschaftlerin Anna Makolkin ist der Ansicht, dass erst Eisensteins ikonische Bearbeitung die Treppe zu dem „einzigartigen urbanen Zeichen“ Odessas gemacht habe. Für die Dokumentarfilmerin und Journalistin Ulla Lachauer überlagert diese filmische Reverenz in westlichen Augen jede Vorstellung der eigentlichen Stadt: „Eine Kinolegende prägte das Bild Odessas, überwucherte schließlich den Horizont der realen Stadt, die aus dem Erfahrungsbereich des Westlers herausgefallen ist, bis zur Unkenntlichkeit.“
Die Wirklichkeit der mythisch verklärten Treppe wird dagegen oft als ernüchternd beschrieben: „Wer sie aufsucht, weil er in der Realität sehen will, was ihn im Kino begeistert hat, wird unweigerlich enttäuscht sein. … [R]affiniert nutzte Eisenstein Schnitt und Montage, um dem Schauplatz selber etwas Dramatisches, Expressives zu geben, das ihm … nicht in der Wirklichkeit eignet.“ Und während Karl Schlögel darauf hinweist, dass die Jugendlichen Odessas den Film gar nicht mehr kennen, was Oliver Näpel für das kulturelle Gedächtnis der Gegenwart generell feststellt, verblasst für den Journalisten Konrad Schuller der Ruhm angesichts der Profit-Orientierung der Gegenwart: „Es ist nicht mehr so weit her mit der legendären Treppe …. Unten am Hafen, nach dem Fall der Sowjetunion zeitweise ein Irrgarten von Rost, Wracks und Menschenkot, verstellt ein Hotelturm samt Nightclub im Glas-und-Plastik-Stil der wilden Neunziger die Sicht.“

### Ikone des 20. Jahrhunderts
Die Treppe ist als „Ikone des 20. Jahrhunderts“ bezeichnet worden; Karl Schlögel meinte 2001, die Treppe habe „aufgehört, eine Ikone des 20. Jahrhunderts zu sein.“ Der Historiker Alexis Hofmeister charakterisierte sie als einen der „emblematischen Schauplätze der Moderne“. Die Stufen dieser Treppe dienten dem Historiker Dan Diner 1999 auch als imaginärer Standpunkt für seine universalhistorische Deutung des (kurzen) 20. Jahrhunderts, Das Jahrhundert verstehen: „Der Blick geht von der europäischen Grenze aus. Er schweift von der Ostsee über das Schwarze Meer hin zur Ägäis. Eine solche peripherale Perspektive könnte von einem virtuellen Erzähler eingenommen werden, der auf den Stufen der traditionsreichen Treppe von Odessa sitzt und nach Süden wie nach Westen schaut. … Der die Darstellung anleitende Blick von den Stufen in Odessa führt also über das Schwarze Meer, über Konstantinopel und Byzanz zu den Meerengen, nach Troja. Der Blick durchstreift den geschichtsträchtigen Raum … dicht aufeinander geschichteter Zeiten von außergewöhnlichem historischem Rang.“ Und spezifisch auf das 20. Jahrhundert bezogen: „Vom Jahre 1919 aus wendet der fiktive Betrachter auf der Treppe Odessas seinen Blick nach Westen, nach Mitteleuropa. … London und Paris sind eher abseits gelegen. … Von Odessa aus gesehen, spielt sich die Geschichte in Ostmitteleuropa ab.“ Diners Perspektive steht laut Matthias Middell beispielhaft für die deutschen Historiker der ersten Jahre nach dem Zusammenbruch des Ostblocks, als „das Interesse an den exotischen Erfahrungen der in das institutionalisierte Europa Hineindringenden“ erkenntnisleitend gewesen sei. Die englischsprachige Ausgabe des Buches von 2008 zeigt auf ihrem Titel ein altes Bild der Treppe.

## Bezeichnung
Für die Treppe waren lange Zeit die verschiedensten Bezeichnungen gebräuchlich. Aus dem 19. Jahrhundert stammen die Namen Boulevard-Treppe (russisch Bul’varnaja lestnica) und Richelieu-Treppe. Der erstgenannte Name weist auf den am oberen Rand anschließenden Meeres-Boulevard als Auftakt des wohlhabenden geschäftlichen und gesellschaftlichen Zentrums der Stadt hin, der zweite Name auf den ersten Gouverneur Odessas, Armand Emmanuel du Plessis, duc de Richelieu. Diesen Namen gab der Treppe die Statue Richelieus, auf die sie an ihrem oberen Ende zuläuft.
1955 wurde das Bauwerk zum 50. Jahrestag der Meuterei und in Bezugnahme auf Eisensteins Film in Potemkinsche Treppe umbenannt. Heute ist diese Intention in Vergessenheit geraten, weshalb häufig angenommen wird, dass die Treppe unmittelbar nach Potjomkin benannt sei.